# Верваке, Жюльен
Жюльен Верваке (нидерл. Julien Vervaecke ; 3 ноября 1899, Морследе, Бельгия — 24 мая 1940, Ронк, Франция) — бельгийский профессиональный шоссейный велогонщик в 1927-1936 годах. Победитель велогонок: Франко-Бельгийское кольцо (1925, 1926), Париж — Рубе (1930), Париж — Брюссель (1932).

## Достижения
1925
1-й Франко-Бельгийское кольцо
1926
1-й Франко-Бельгийское кольцо
2-й Critérium des Aiglons
4-й Тур Фландрии
1927
2-й Париж — Кан
3-й Тур де Франс — Генеральная классификация
1-й — Этап 16
5-й Тур Фландрии
1928
1-й GP Wolber
4-й Тур Страны Басков — Генеральная классификация
5-й Тур де Франс — Генеральная классификация
1929
8-й Тур де Франс — Генеральная классификация
1-й — Этап 15
1930
1-й Париж — Рубе
4-й Льеж — Бастонь — Льеж
5-й Париж — Брюссель
1931
4-й Бордо — Париж
6-й Тур де Франс — Генеральная классификация
1932
1-й Париж — Брюссель
2-й Париж — Дюнкерк
9-й Париж — Рубе
1933
2-й Париж — Рубе

### Гранд-туры
| Гранд-тур      | 1927 | 1928 | 1929 | 1930 | 1931 | 1932 | 1933 |
| -------------- | ---- | ---- | ---- | ---- | ---- | ---- | ---- |
| Джиро д’Италия | —    | —    | —    | —    | —    | 11   | —    |
| Тур де Франс   | 3    | 5    | 8    | —    | 6    | —    | НФ   |

| —  | Не участвовал  |
| НФ | Не финишировал |